# Telesfor Otmianowski
Telesfor Otmianowski (ur. 8 grudnia 1850 w Wierzchaczewie, zm. 15 stycznia 1939 w Poznaniu) – polski kupiec w branży nasion i działacz społeczny.

## Życiorys
Początkowo uczęszczał do szkół w Szamotułach, a około 1968 rozpoczął praktykę handlową w poznańskim Hotelu Saskim, gdzie zaczynano właśnie prowadzić handel nasionami dla ziemian.
W 1873, razem z Bolesławem Ziętkiewiczem, otworzył sklep w którym handlowano nasionami i sprzętem domowym oraz gospodarczym. W spółce tej działał do 1881, kiedy to otworzył własny sklep z nasionami (przy ul. Wrocławskiej w Poznaniu). Sklep rozwijał się w znaną firmę (pod nazwą „Telesfor Otmianowski”) prowadzącą handel detaliczny i półhurtowy nasionami dla ogrodnictwa, rolnictwa i leśnictwa. Od 1912 rozpoczęto też sprzedaż hurtową. Firma oferowała materiał pochodzący od lokalnych plantatorów, jak również nasiona z Danii, Holandii, Węgier, Francji i Niemiec. Prowadziła też eksport do Europy Zachodniej (głównie nasiona roślin motylkowych. Oprócz handlu nasionami sprzedawano środki ochrony roślin, nawozy sztuczne oraz narzędzia ogrodnicze.
Telesfor Otmianowski brał udział w wielu wystawach poznańskich (Prowincjonalna Wystawa Przemysłowa (1895), Jubileuszowa Wystawa Ogrodnicza (1926), Powszechna Wystawa Krajowa (1929)), gdzie zdobywał medale i dyplomy.
Telesfor Otmianowski był również przez cały czas pobytu w Poznaniu zaangażowany w działalność społeczną. Początkowo w Towarzystwie Młodzieży Kupieckiej i Towarzystwie Przemysłowym, od  1888 związany z Korporacją Kupców Chrześcijańskich, gdzie był prezesem (w latach 1898-1922), a następnie prezesem honorowym. Od 1884 pracował w Radzie Nadzorczej Banku Przemysłowców, a w latach 1909-1926 był prezesem tej Rady. Był też współzałożycielem  Rady Giełdy Zbożowo-Towarowej (1920).
Brał udział w przygotowywaniu władz polskich w czasie wyzwalania Wielkopolski spod zaboru pruskiego. W 1920 miał znaczny udział finansowy w przygotowaniu pociągu sanitarnego dla I Armii.
2 maja 1923 został odznaczony Krzyżem Oficerskim Orderu Odrodzenia Polski „za zasługi, położone w dziedzinie rozwoju kupiectwa polskiego". W 1938, dla uczczenia 50 lecia działalności Telesfora Otmianowskiego w Korporacji Kupców Chrześcijańskich utworzono fundusz stypendialnego jego imienia.

## Rodzina
Telesfor Otmianowski był siódmym dzieckiem Wojciecha Otmianowskiego, dzierżawcy majątku i ochotnika z powstania listopadowego oraz jego żony Agnieszki (z.d. Drzewieckiej).
Telesfor ożenił się z Józefą z Leśniewiczów i miał z nią czworo dzieci: Marię, Kazimierza, Czesława i Jadwigę, żonę Witolda Hedingera, inżynier, przemysłowca, działacza społecznego i gospodarczego, konsula honorowego Szwecji, radnegi i przewodniczącego Rady Miejskiej Poznania, senatora II kadencji w II RP z ramienia Związku Ludowo-Narodowego. Jego syn Kazimierz (1881-1953) studiował w Wyższej Szkole Handlowej w Lipsku, a po praktyce w Edynburgu, od 1912 był wspólnikiem ojca. Przejął po nim firmę w 1930, a także pełnił wysokie funkcje w organizacjach kupieckich (był prezesem Konfraterni Kupców Chrześcijańskich). Wraz z naukowcami z Uniwersytetu prowadził hodowlę nowoczesnych odmian zbóż.